# Banjaranyar (Brebes)
Banjaranyar is een bestuurslaag in het regentschap Brebes van de provincie Midden-Java, Indonesië. Banjaranyar telt 6381 inwoners (volkstelling 2010).